# Merry England
La  Merry England o Merry Old England (che significa l'Allegra Inghilterra o l'Allegra Vecchia Inghilterra scritti a volte anche in modo più arcaico: Merrie England e Merrie Olde England) è uno stereotipo della cultura anglosassone, una concezione utopica della società, basata su una visione idilliaca dell'Inghilterra del passato, quella tra la fine del Medioevo e la Rivoluzione Industriale, in particolare quella dell'Età Elisabettiana. Le connotazioni positive di questa Vecchia Inghilterra rivelano una forte nostalgia verso aspetti che sono andati perduti nel mondo moderno, in particolare il rapporto più stretto che una società agro-pastorale aveva verso la natura, rispetto ad una società industriale.
Questa visione della Merry England non è del tutto coerente, bensì può essere definita una "Inghilterra ricreata", idealizzata, che lo studioso del Folklore dell'Università di Oxford Roy Judge descrive come: «Un mondo che non è mai esistito, un paesaggio visionario e mitico, dove è difficile rintracciare lineamenti storici reali»
Lo storico Ronald Hutton però in parte smentisce questa visione del tutto irrealistica, sottolineando al contrario come essa rifletta degli aspetti storici realmente presenti nel folklore: «… il lavoro di Hutton conferma che la Britannia era un luogo più allegro prima che i Puritani arrivassero con i loro cappelli neri e il loro odio verso il divertimento. Un tempo si danzava davvero attorno al Palo di Maggio, e poi festeggiavano tutto il giorno, bevendo birra durante tutta la notte… questa “allegria” era incoraggiata dalla Chiesa, soprattutto a partire dal tardo periodo medioevale. Questo perché la Chiesa aveva capito che questi festeggiamenti potevano essere una sorgente di fondi -i profitti delle taverne venivano spesi per il mantenimento delle chiese- ed inoltre perché contribuiva a mantenere unita la comunità».